# Heinrich Driver
Heinrich Driver (Sønderborg, 10 de julho de 1912 – Lübeck, 20 de novembro de 1980) foi um comandante de U-Boot que serviu na Kriegsmarine durante a Segunda Guerra Mundial.